# Стаффа
Стаффа (англ. Staffa) — острів біля західного узбережжя Шотландії. Входить в острівну групу Внутрішні Гебриди за 10 км на захід від острова Малл. Площа острова 33 га, висота над рівнем моря в найвищій точці 42 м.

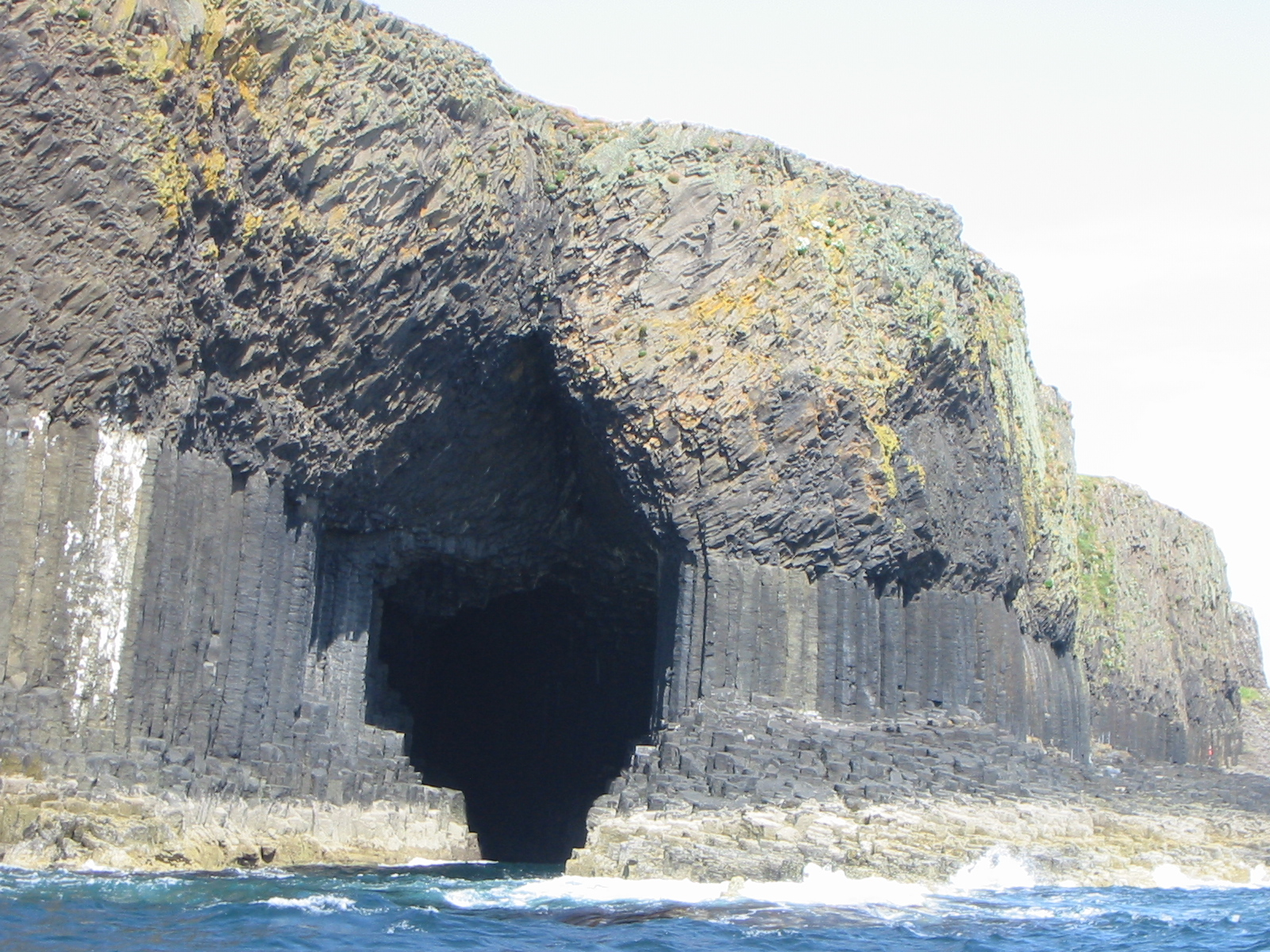
Фінгалова печера

Найвідомішою пам'яткою Стаффи є Фінгалова печера — велика морська печера, розташована неподалік південного краю острова, приблизно 20 метрів заввишки і 75 метрів завдовжки.